# Parafia Jezusa Chrystusa Króla Wszechświata w Kościerzynie
Parafia Jezusa Chrystusa Króla Wszechświata w Kościerzynie – rzymskokatolicka parafia należąca do dekanatu Kościerzyna, diecezji pelplińskiej. Jest najmłodszą w mieście – powołana 14 września 2008 roku przez bpa pelplińskiego Jana Bernarda Szlagę.

## Zasięg parafii
Do parafii należą wierni z Kościerzyny mieszkający przy ulicach: Chopina, Głogowej, Hallera, Jałowcowej, Jeżynowej, Kalinowej, Konwaliowej, Kościuszki, Leszczynowej, Leśnej, Malinowej, Małcużyńskiego, Moniuszki, Norwida, Paderewskiego, Piechowskiego (część), Powojowej, Poziomkowej, Różyckiego, Siekierkowskiego, Szymanowskiego, Wieniawskiego, Wrzosowej, Zawilcowej i Żurawinowej, oraz wierni z miejscowości: Garczyn, Korne i Nowa Karczma.